# Harangfalva
Harangfalva (1887-ig Zvoncsin, szlovákul Zvončín) község Szlovákiában, a Nagyszombati kerületben, a Nagyszombati járásban.

## Fekvése
Nagyszombattól 6 km-re északnyugatra fekszik.

## Nevének eredete
Eredeti neve a szlovák zvon (= harang) főnévből származik.

## Története
1539-ben "Sowouchyn" alakban említik először, Vöröskő várának uradalmához tartozott. 1539-ben "Sowouchyn" alakban említik. 1543-ban hat család lakta, 1547-ben délről menekülő horvát családok telepedtek le a faluban. 1583-ban 39 család lakott a községben. A 17.–18. században a Pálffy család birtoka, akik a Paxy, a Zichy családnak és a nagyszombati jezsuitáknak adták zálogbirtokul. 1715-ben szőlőskertje és 17 adózó családfője volt. 1828-ban 56 ház állt a településen 411 lakossal. Lakói mezőgazdasággal, szőlőtermesztéssel, fazekassággal foglalkoztak.
Vályi András szerint "ZVONCSIN. Tót falu Pozsony Várm. földes Ura Gr. Pálfy Uraság, lakosai katolikusok, fekszik Szuhához nem meszsze, és annak filiája, Nagy Szombat Városától 1 órányira, mellyel határos; határja 3 nyomásbéli, közép termékenységű, kaszállója, legelője, és fája nintsen."
Fényes Elek szerint "Zvoncsin, Poson, most F. Nyitra v. tót f. a Parna patakja mellett: 375 kath., 7 evang., 9 zsidó lak., jó rozs s buza termő határral, s kövér rétekkel. F. u. a vöröskői uradalom. Ut. p. Nagy-Szombat."
A trianoni békeszerződésig Pozsony vármegye Nagyszombati járásához tartozott.

## Népessége
| Év:            | 1994. | 2004. | 2014.    | 2024.    |
| -------------- | ----- | ----- | -------- | -------- |
| Emberek száma: | 0     | 658   | 796      | 1039     |
| Eltérés:       |       | –     | +20,97 % | +30,52 % |

| Év:            | 2023. | 2024.   |
| -------------- | ----- | ------- |
| Emberek száma: | 1028  | 1039    |
| Eltérés:       |       | +1,07 % |

1910-ben 467, többségben szlovák lakosa volt, jelentős magyar kisebbséggel.
2001-ben 646 lakosából 643 szlovák volt.
2011-ben 784 lakosából 728 szlovák.

## Nevezetességei
Szent Anna tiszteletére szentelt római katolikus temploma 1794-ben épült.

## Külső hivatkozások
- Hivatalos oldal
- Községinfó
- Harangfalva Szlovákia térképén
- E-obce.sk